# Camacolaimus tenuicaudatus
Camacolaimus tenuicaudatus is een rondwormensoort uit de familie van de Camacolaimidae. De wetenschappelijke naam van de soort is voor het eerst geldig gepubliceerd in 1933 door Allgén.